# Brabirodes
Brabirodes là một chi bướm đêm thuộc họ Geometridae.

## Các loài
- Brabirodes cerevia
- Brabirodes orthesia
- Brabirodes peruviana